# Авеиро
Авеиро (порт. Aveiro) је значајан град у Португалији, смештен у њеном западном делу. Град је седиште истоименог округа Авеиро, где чини једну од општина.
Кроз Аверио је прокопано неколико канала, па град стога називају и „Португалском Венецијом“.

## Географија
Град Авеиро се налази у западном делу Португалије. Од главног града Лисабона град је удаљен 260 километара северно, а од Портоа град 80 километара јужно.
Рељеф: Авеиро се налази у приобалном подручју, на надморској висини од 0-20 m. Подручје око града је равничарско - равница Беира, која је житница у држави.
Клима: Клима у Авеироу је средоземна.
Воде: Авеиро се образовао у мочварном подручју пар километара источно од обале Атлантског океана. Због тога је кроз мочвару прокопано пар канала, који су данас главна веза са морем.

## Историја
Подручје Авеироа насељено још у време праисторије. Данашње насеље настало је у у 10. веку.
Град је добио чак градска права 1759. године. У граду постоји универзитет, је основан 1973. године.

## Становништво
| 1960.  | 1970.  | 1980.  | 1990.  | 2001.  | 2011.  |
| ------ | ------ | ------ | ------ | ------ | ------ |
| 46.055 | 49.808 | 60.284 | 66.444 | 73.335 | 78.450 |

По последњих проценама из 2008. године општина Авеиро има око 78 хиљада становника, од чега око 67 хиљада живи на градском подручју. Последњих деценија број становника у граду расте.

## Партнерски градови
- Форли
- Оита
- Белем
- Санто Антонио
- Визеу
- Бурж
- Вијана до Кастело
- Троа Ривјер
- Аркашон
- Farim
- Ciudad Rodrigo
- São Filipe
- Mahdia
- Санта Круз
- Cholargos
- Pemba
- Каракас
- Венеција
- Panyu District
- Њуарк
- Волингфорд Сентер
- Inhambane
- Бон

## Галерија
- Канал у старом језгру Авеира
- Главни градски трг
- Старе куће
- Саборна црква Авеира